# 字体设计

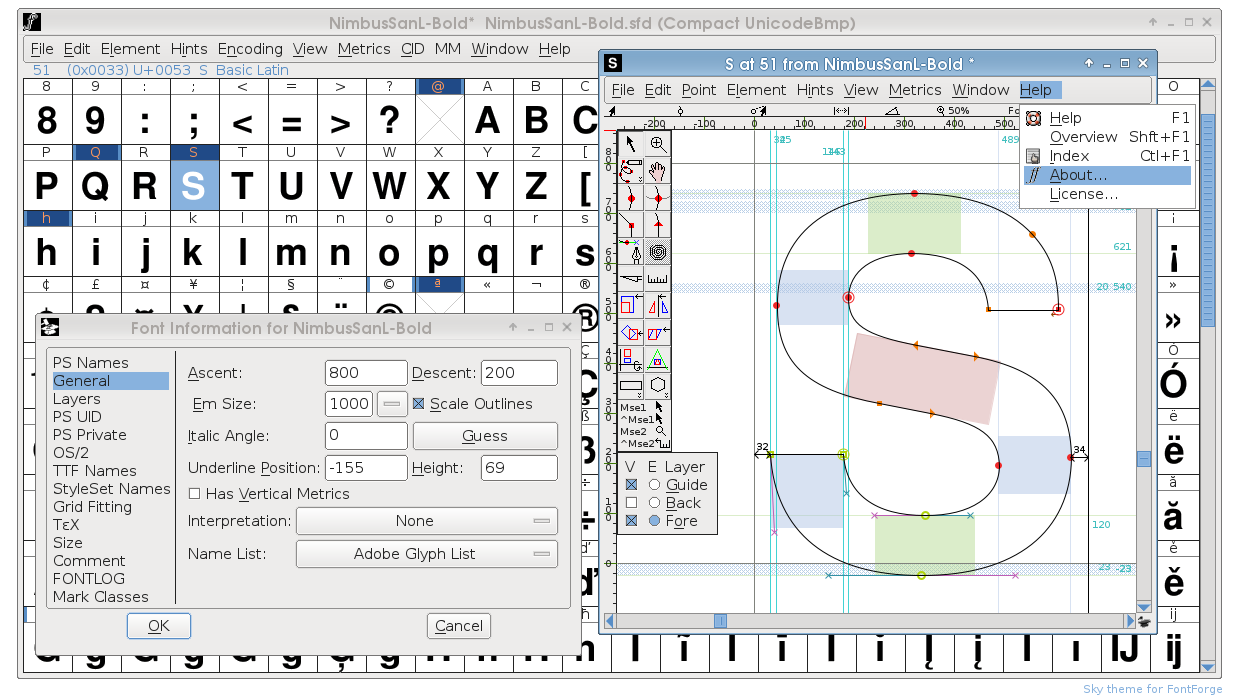
FontForge，一个用于开发计算机字体的开源应用

字体设计（英語：type design）是设计字体的艺术和过程。字体不同于手写和绘画等其他图形制作方式，它是字母数字字符的机械存储和分配。每一个字符都存储在一个主原型中，然后用户通过手选（手持金属字体）、键盘（莱诺铸排机和桌面出版）或其他方式（语音识别）选择单个字符“设置”到文本中。

## 历程
中国发明了使用活字印刷文字的技术， 但由于汉字数量庞大，加上对书法的推崇，在印刷术的早期几个世纪，中国几乎没有创造出有特色的、完整的字体。
古腾堡在15世纪中叶制作他的印刷机时，最重要的创新不是印刷本身，而是铸造拉丁字型。与汉字以统一的方形面积为基础不同，欧洲拉丁文字的宽度各不相同，从很宽的“M”到细长的“l”。古腾堡开发了一种可调节的模具，可以适应无限多样的宽度。从那时起，直到至少400年后，字体开始使用切割冲头，将其打入一个黄铜“矩阵”中。矩阵被插入到可调节模具的底部，由模腔和矩阵形成的负空间作为每个字母的铸造母体。铸造材料是一种合金，通常含有铅，它的熔点低，容易冷却，并可以很容易地锉削和完成。在早期，字体设计不仅要模仿读者熟悉的手写形式，还要考虑到印刷工艺的局限性，如厚度不均的粗糙纸张、油墨的挤压或飞溅特性，以及字体本身的最终磨损。
从19世纪90年代开始，每个字符都被美国字体铸造公司和其他一些使用其技术的公司绘制在一个非常大的尺寸——超过一英尺（30 cm）高。然后用Benton受电弓雕刻机描摹出轮廓，指针在手持顶点，切割工具在相反的顶点，尺寸通常小于四分之一英寸（6 mm）。受电弓雕刻机最初用于切割冲头，后来直接用于制作矩阵。
在20世纪60年代末到80年代，排版从金属转向照片构成。在此期间，字体设计也进行了类似的过渡，从物理矩阵到在牛皮纸或胶布上手绘字母，再到“红宝石”的精确切割。红宝石是印刷贸易中常见的材料，其中，一种红色的透明薄膜，非常柔软和柔韧，被粘合到支持的透明醋酸纤维上。将红宝石放在字母的主图上，工匠会轻轻地、精确地切开上层薄膜，将非图像部分剥离。所得的字形，现在作为剩余的红色材料仍然附着在透明的基材上，然后就可以使用复制相机拍照了。
随着计算机的出现，字体设计成为计算机图形的一种形式。最初，这种转变发生在1980年左右的一个叫Ikarus的程序上，但广泛的转变开始于Aldus Freehand和Adobe Illustrator等程序，最后是专门的字体设计程序，称为字体编辑器，如Fontographer和FontLab。这个过程发生得很快：到90年代中期，几乎所有的商业字体设计都过渡到了数字矢量绘图程序。
每一个字形设计都可以在数字绘图板上用手写笔绘制或描摹，或从扫描图中修改，或完全在程序本身中组成。每个字形都是以数字形式出现的，可以是位图（基于像素的），也可以是矢量（可缩放轮廓）格式。一个给定的数字化字体可以很容易地被另一个字体设计者修改；这种修改后的字体通常被认为是一种衍生作品，并受原字体软件的版权保护。
在许多国家，字体设计可以按字体进行版权保护，但美国没有。美国提供并继续提供外观设计专利作为字体设计保护的一种选择。

## 原则
在平面设计中，设计一个易读的文字字体仍然是最具挑战性的任务之一。阅读材料的均匀视觉质量是最重要的，每一个被绘制的字符（称为字形）必须在外观上与其他字形保持一致，而不考虑顺序或序列。此外，如果字体要具有多功能性，那么无论它是小的还是大的，其外观都必须是一样的。因为当我们领会到小的或大的物体时，会产生光学错觉，这就要求在最好的字体中，一个版本是为小的使用而设计的，而另一个版本是为大的、显示的、应用而绘制的。另外，大的字母形状会显示出它们的形状，而小的字母形状在文本设置中只显示出它们的纹理：这就要求任何渴望在文本和显示中实现多功能性的字体，都需要在这两个视觉领域进行评估。当在文本设置中看到的时候，一个形状优美的字体可能没有一个特别有吸引力或可读性的纹理。
间距也是字体设计的一个重要部分。每个字形不仅由字符的形状组成，还包括周围的白色空间。字体设计者必须考虑字母形状内的空间（字怀）和它们之间的字母间距的关系。
设计字体需要许多适应人类感知的怪癖，“光学校正”需要使形状看起来正确，与数学上看起来正确的方式不同。例如，圆形的形状需要比方形的稍大一些，才能显示出“相同”的大小（“视觉补正”），垂直线需要比水平线粗一些，才能显示出相同的厚度。为了让人觉得一个人物在几何上是圆的，它通常必须稍微“方”一点（在肩膀处稍微宽一点）。由于所有这些细微之处，卓越的字体设计在设计界备受推崇。

## 职业
字体设计是由字体设计师进行的。它是一门工艺，融合了艺术和科学的元素。在前数字时代，它主要是通过学徒制和行业内的专业培训来学习的。自20世纪90年代中期以来，它已成为少数大学的专门学位课程的主题，包括英国雷丁大学的MA字体设计和KABK（海牙皇家艺术学院）的字体媒体课程。同时，向数字字体和字体编辑器的过渡，可以是廉价的（甚至是开源和免费的），导致了字体设计的极大民主化；任何有兴趣追求的人都可以获得这门手艺，尽管如此，对于严肃的艺术家来说，可能需要很长的时间才能掌握。

## 延伸阅读
- Stiebner, Erhardt D. & Dieter Urban. Initials and Decorative Alphabets. Poole, England: Blandford Press, 1985. ISBN 0-7137-1640-1